# Nippia alboscutellata
Nippia alboscutellata är en tvåvingeart som beskrevs av Munro 1929. Nippia alboscutellata ingår i släktet Nippia och familjen borrflugor. Inga underarter finns listade i Catalogue of Life.